# Wietze
Wietze község Németországban, Alsó-Szászországban, a Cellei járásban. Lakosainak száma 8730 fő (2023. december 31.).